# Asiatosuchus
Genre
Asiatosuchus est un genre fossile de crocodiliens qui vivaient en Eurasie pendant le Paléogène. L'espèce type, Asiatosuchus grangeri, a été découverte dans la strate éocène d'un gisement fossile de Mongolie-Intérieure, en Chine, et nommée par Charles Mook en 1940. 

## Classification
Le genre Asiatosuchus a été créé en 1940 par le paléontologue américain Charles Craig Mook (d) (1887-1966),,.
Hormis l'espèce type Asiatosuchus grangeri, plusieurs autres espèces ont été décrites par la suite et rattachées au genre, mais cette classification est remise en cause, ne laissant potentiellement que A. grangeri. 

## Fossiles
Selon Paleobiology Database en 2023, trente-et-une collections pour trente-trois occurrences de fossiles sont référencées :
- Éocène : vingt-cinq dont une en Chine, sept en France, trois en Allemagne, une en Italie, une au Pakistan, une en Roumanie et sept en Espagne ;
- Paléocène : six collections dont quatre en Chine et deux en France[2].

## Liste d'espèces
Selon Paleobiology Database en 2023, cinq espèces sont encore référencées dans le genre :
- Asiatosuchus depressifrons (Blainville, 1855) avec deux synonymes Crocodylus depressifrons, Crocodilus depressifrons de Blainville 1855
- Asiatosuchus germanicus Berg, 1966
- Asiatosuchus grangeri Mook, 1940 et espèce-type
- Asiatosuchus nanlingensis Young, 1964
- Crocodylus vicetinus Lioy, 1865 mais considéré comme nomen dubium par Kotsakis et al. en 2004[2].

## Description
Comme la plupart des autres crocodyloïdes du Paléogène, Asiatosuchus présente un crâne de forme triangulaire vu du dessus. Ces espèces ont les dents de la mâchoire supérieure plus en avant que celles de la mâchoire inférieure, les chevauchant complètement (surocclusion). C'est une caractéristique propre au crocodyloïdes car les crocodiles modernes ont les mâchoires supérieure et inférieure qui s'emboitent avec peu de chevauchement. Asiatosuchus se distingue des autres crocodyloïdes précoces par sa symphyse mandibulaire formée uniquement d'os dentaires alors que pour de nombreux autres crocodyloïdes elle est formée également d'os spléniaux.

### Publication originale
- [1940] (en) Charles C. Mook, « A new fossil crocodilian from Mongolia », American Museum Novitates, vol. 1097,‎ 1940, p. 1-3 (lire en ligne).